# Sporidesmium omahutaense
Sporidesmium omahutaense är en svampart som beskrevs av Matsush. 1985. Sporidesmium omahutaense ingår i släktet Sporidesmium, ordningen Pleosporales, klassen Dothideomycetes, divisionen sporsäcksvampar och riket svampar.   Inga underarter finns listade i Catalogue of Life.